# 維吉尼亞鎮區 (密蘇里州佩米斯科特縣)
維吉尼亞鎮區（英語：Virginia Township）是位於美國密蘇里州佩米斯科特縣的一個行政鎮區。

## 地方資料
維吉尼亞鎮區的面積為108.08平方千米，當中陸地面積為107.71平方千米，而水域面積為0.37平方千米。根據2020年美國人口普查的數據，當地共有人口449人，而人口密度為每平方千米4.15人。